# حلقة عنقية

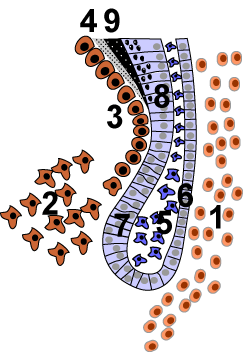
منطقة الحلقة العنقية: (1) خلايا الكيس السني، (2) الطبقة المتوسطة السنية، (3) الخلايا السنية، (4) العاج، (5) الشبكة النجمية، (6) ظهارة المينا الخارجية، (7) ظهارة المينا الداخلية، (8)) خلايا المينا، (9) المينا.

الحلقة العنقية (بالإنجليزية: Cervical loop) هي الموقع الموجود على عضو المينا في سن نامي حيث ينضمان ظهارة المينا الخارجية وظهارة المينا الداخلية. الحلقة العنقية هي مصطلح نسيجي يشير إلى بنية ظهارية محددة في الجانب القمي من برعم السن، وتتألف من شبكة نجمية مجتمعة بشكل غير محكم في المركز محاطة بطبقة متوسطة. هذه الأنسجة مغلفة بطبقة قاعدية طلائية تعرف على السطح الخارجي للسن بظهارة المينا الخارجية ومن الداخل بظهارة المينا الداخلية. أثناء تكوين الجذر، تختفي الطبقات الداخلية من الظهارة وتبقى الطبقات القاعدية فقط مكونًة غلاف جذر هيرتويغ الظهاري (أج إيه أر أس). في هذه المرحلة يشار إليها عادةً باسم غلاف جذر هيرتويغ الظهاري بدلًا من الحلقة العنقية إشارًة إلى الاختلاف الهيكلي.

## حلقة عنقية بمثابة خلايا جذعية ظهارية
يُعتقد أن النسيج الظهاري المركزي للحلقة العنقية، الشبكة النجمية، يعمل بمثابة مستودع للخلايا الجذعية. في الأسنان النامية باستمرار مثل قاطعة القوارض، تُحفظ البنية الأصلية للحلقة العنقية ولا يتشكل غلاف جذر هيرتويغ الظهاري. توفر الخلايا الجذعية السلالة الظهارية للحفاظ على النمو المستمر.